# Berthe Mayné
Berthe Antonine Mayné, née le 21 juillet 1887 dans la commune bruxelloise d'Ixelles et morte le 11 octobre 1962  dans la commune bruxelloise de Berchem-Sainte-Agathe, est une chanteuse de cabaret de nationalité belge, survivante du naufrage du Titanic survenu le 15 avril 1912.

## Biographie
Berthe Mayné est issue d'une famille catholique modeste, son père est ouvrier métallurgiste. Elle a quatre sœurs et deux frères. Dotée d'une belle voix, elle exerce le métier de chanteuse dans des cafés chantants malgré le désaccord de sa famille.
Elle eut une liaison avec un militaire français, Fernand de Villiers, qui après avoir rejoint la Légion étrangère est parti au Congo belge.
En novembre 1911, alors qu'elle chante dans un des cafés de l’Hôtel Métropole à Bruxelles, Berthe Mayné fait la connaissance de Quigg Baxter, un joueur de hockey de Montréal qui jouait dans l'équipe des Shamrocks. Ils deviennent amants. Baxter persuade son amie de venir avec lui à Montréal en vue de se marier et lui achète un billet de première classe pour le voyage inaugural du Titanic. Ils embarquent à Cherbourg le 10 avril. Pour des raisons de discrétion, elle voyage sous le nom d'emprunt de « Mme Berthe de Villiers », de nationalité française, et occupe seule une cabine du pont C, la cabine extérieure C-90 située juste en face du Grand Escalier, alors que Quigg Baxter partage une des suites les plus luxueuses du paquebot avec sa mère Hélène Baxter, née Hélène de Lanaudière-Chaput, et sa sœur Mary Hélène Douglas. Leur suite, située sur le pont B, portait le numéro B58/60.
Après l'accident, Berthe Mayné revêt un long manteau de laine au-dessus de sa chemise de nuit et Baxter la pousse dans le canot no 6, déjà occupé par sa mère et sa sœur et leur présente son amie Berthe, dont toutes deux ignoraient l'existence. Elle rechigne quand elle constate que Quigg ne monte pas dans le canot pour obéir à la règle en cas de naufrage, « les femmes et les enfants d'abord ». Elle veut même retourner chercher des bijoux dans sa cabine mais une occupante du canot de sauvetage, Maggie Brown, l'en dissuade. Grâce à quoi, elle aura la vie sauve lorsque les passagers de son canot sont recueillis sur le Carpathia et débarquent à New York le 18 avril 1912.
Elle demeure quelques mois à Montréal dans la famille de Baxter, puis retourne en Europe et reprend sa carrière de chanteuse à Paris et à Bruxelles sous le nom de scène de « Bella Vielly ». Berthe Mayné ne s'est jamais mariée.
La fin de sa vie se passe dans une maison confortable de la commune bruxelloise de Berchem-Sainte-Agathe. Étant inscrite sous un nom d'emprunt sur la liste des passagers du Titanic, elle ne pouvait, apparemment, prouver sa présence à bord du bateau lors du naufrage. Aussi, personne ne voulait la croire quand elle évoquait ce souvenir ainsi que sa liaison avec un jeune millionnaire canadien. Mais, après sa mort, fut découverte une boîte de chaussures qui contenait des coupures de journaux, des lettres et des photographies qui authentifiaient son histoire. Elle est décédée le 11 octobre 1962. Berthe Mayné est enterrée à Berchem-Sainte-Agathe.